# Кубок володарів кубків 1992—1993
Кубок володарів кубків 1992–1993 — 33-й розіграш Кубка володарів кубків УЄФА, європейського клубного турніру для переможців національних кубків.
У фіналі італійська «Парма» перемогла «Антверпен» з Бельгії. Обидва клуби вперше грали у фіналі змагань. «Антверпен» досі залишається останнім бельгійським клубом, який зміг дістатися фіналу єврокубкового турніру.
Вперше брав участь у турнірі представник незалежної України — одеський «Чорноморець».

## Учасники
| №п/п | Клуб                    | Турнір                                                      |
| ---- | ----------------------- | ----------------------------------------------------------- |
| 1    | «Вердер»                | Володар Кубка володарів кубків 1991—1992                    |
| 2    | «Парма»                 | Володар Кубка Італії 1991—1992                              |
| 3    | «Монако»                | Фіналіст Кубка Франції 1991—1992 (турнір не був закінчений) |
| 4    | «Ганновер 96»           | Володар Кубка Німеччини 1991—1992                           |
| 5    | «Атлетіко»              | Володар Кубка Іспанії 1991—1992                             |
| 6    | «Антверпен»             | Володар Кубка Бельгії 1991—1992                             |
| 7    | «Спартак»               | Володар Кубка СРСР 1991—1992 (Росія як правонаступник СРСР) |
| 8    | «Боавішта»              | Володар Кубка Португалії 1991—1992                          |
| 9    | «Феєнорд»               | Володар Кубка Нідерландів 1991—1992                         |
| 10   | «Ліверпуль»             | Володар Кубка Англії 1991—1992                              |
| 11   | Стяуа                   | Володар Кубка Румунії 1991—1992                             |
| 12   | «Спарта»                | Володар Кубка Чехословаччини 1991—1992                      |
| 13   | «Ейрдріоніанс»          | Фіналіст Кубка Шотландії 1991—1992                          |
| 14   | «Трабзонспор»           | Фіналіст Кубка Туреччини 1991—1992                          |
| 15   | «Адміра Ваккер»         | Фіналіст Кубка Австрії 1991—1992                            |
| 16   | «Олімпіакос»            | Володар Кубка Греції 1991—1992                              |
| 17   | «Орхус»                 | Володар Кубка Данії 1991—1992                               |
| 18   | «Люцерн»                | Володар Кубка Швейцарії 1991—1992                           |
| 19   | АІК                     | Фіналіст Кубка Швеції 1991                                  |
| 20   | «Медзь»                 | Володар Кубка Польщі 1991—1992                              |
| 21   | «Левські»               | Володар Кубка Болгарії 1991—1992                            |
| 22   | «Уйпешт»                | Володар Кубка Угорщини 1991—1992                            |
| 23   | «Кардіфф Сіті»          | Володар Кубка Уельсу 1991—1992                              |
| 24   | ТПС                     | Володар Кубка Фінляндії 1991                                |
| 25   | «Хапоель» (Петах-Тіква) | Володар Кубка Ізраїлю 1991—1992                             |
| 26   | «Валюр»                 | Володар Кубка Ісландії 1991                                 |
| 27   | «Чорноморець»           | Володар Кубка України 1992                                  |
| 28   | «Стремсгодсет»          | Фіналіст Кубка Норвегії 1991                                |
| 29   | «Аполлон»               | Володар Кубка Кіпру 1991—1992                               |
| 30   | «Гленавон»              | Володар Кубка Північної Ірландії 1991—1992                  |
| 31   | «Богеміан»              | Володар Кубка Ірландії 1991—1992                            |
| 32   | «Хамрун Спартанс»       | Володар Кубка Мальти 1991—1992                              |
| 33   | «Авенір»                | Володар Кубка Люксембургу 1991—1992                         |
| 34   | «Марибор»               | Володар Кубка Словенії 1991—1992                            |
| 35   | «Б36 Торсгавн»          | Володар Кубка Фарерських островів 1991                      |
| 36   | «Вадуц»                 | Володар Кубка Ліхтенштейну 1991—1992                        |

## Кваліфікаційний раунд
| Команда 1    | Заг. | Команда 2             | 1-й матч | 2-й матч |
| ------------ | ---- | --------------------- | -------- | -------- |
| Марибор      | 5:2  | Хамрун Спартанс       | 4:0      | 1:2      |
| Стремсгодсет | 0:4  | Хапоель (Петах-Тіква) | 0:2      | 0:2      |
| Вадуц        | 1:12 | Чорноморець (Одеса)   | 0:5      | 1:7      |
| Авенір       | 2:1  | Б36 Торсгавн          | 1:0      | 1:1      |

## Перший раунд
| Команда 1         | Заг.           | Команда 2             | 1-й матч | 2-й матч |
| ----------------- | -------------- | --------------------- | -------- | -------- |
| Медзь             | 0:1            | Монако                | 0:1      | 0:0      |
| Олімпіакос        | 3:1            | Чорноморець (Одеса)   | 0:1      | 3:0      |
| Трабзонспор       | 4:2            | ТПС (Турку)           | 2:0      | 2:2      |
| Марибор           | 1:9            | Атлетіко (Мадрид)     | 0:3      | 1:6      |
| Вердер            | 4:3            | Ганновер 96           | 3:1      | 1:2      |
| Ейрдрі            | 1:3            | Спарта (Прага)        | 0:1      | 1:2      |
| Парма             | 2:1            | Уйпешт                | 1:0      | 1:1      |
| Валюр             | 0:3            | Боавішта              | 0:0      | 0:3      |
| Левскі            | 2:2 (ч)        | Люцерн                | 2:1      | 0:1      |
| Феєнорд           | 2:2 (ч)        | Хапоель (Петах-Тіква) | 1:0      | 1:2      |
| Спартак (Москва)  | 5:1            | Авенір                | 0:0      | 5:1      |
| Ліверпуль         | 8:2            | Аполлон (Лімасол)     | 6:1      | 2:1      |
| Кардіфф Сіті      | 1:3            | Адміра Вакер          | 1:1      | 0:2      |
| Гленавон          | 2:2 (1:3 пен.) | Антверпен             | 1:1      | 1:1 (дч) |
| АІК               | 4:4 (ч)        | Орхус                 | 3:3      | 1:1      |
| Богеміан (Дублін) | 0:4            | Стяуа                 | 0:0      | 0:4      |

## Другий раунд
| Команда 1        | Заг.    | Команда 2         | 1-й матч | 2-й матч |
| ---------------- | ------- | ----------------- | -------- | -------- |
| Монако           | 0:1     | Олімпіакос        | 0:1      | 0:0      |
| Трабзонспор      | 0:2     | Атлетіко (Мадрид) | 0:2      | 0:0      |
| Вердер           | 2:4     | Спарта (Прага)    | 2:3      | 0:1      |
| Парма            | 2:0     | Боавішта          | 0:0      | 2:0      |
| Люцерн           | 2:4     | Феєнорд           | 1:0      | 1:4      |
| Спартак (Москва) | 6:2     | Ліверпуль         | 4:2      | 2:0      |
| Адміра Вакер     | 6:7     | Антверпен         | 2:4      | 4:3 (дч) |
| Орхус            | 4:4 (ч) | Стяуа             | 3:2      | 1:2      |

## Чвертьфінали
| Команда 1      | Заг.    | Команда 2         | 1-й матч | 2-й матч |
| -------------- | ------- | ----------------- | -------- | -------- |
| Олімпіакос     | 2:4     | Атлетіко (Мадрид) | 1:1      | 1:3      |
| Спарта (Прага) | 0:2     | Парма             | 0:0      | 0:2      |
| Феєнорд        | 1:4     | Спартак (Москва)  | 0:1      | 1:3      |
| Антверпен      | 1:1 (ч) | Стяуа             | 0:0      | 1:1      |

## Півфінали
| Команда 1         | Заг.    | Команда 2 | 1-й матч | 2-й матч |
| ----------------- | ------- | --------- | -------- | -------- |
| Атлетіко (Мадрид) | 2:2 (ч) | Парма     | 1:2      | 1:0      |
| Спартак (Москва)  | 2:3     | Антверпен | 1:0      | 1:3      |

## Фінал
| 12 травня 1993 |

| Парма                          | 3:1      | Антверпен     |
| ------------------------------ | -------- | ------------- |
| Мінотті 9' Меллі 30' Куогі 84' | Протокол | Северейнс 11' |

| Вемблі, Лондон Глядачів: 37 393 Арбітр: Карл-Йозеф Ассенмахер |

| Володар Кубка володарів кубків 1992—1993 |
| ---------------------------------------- |
| Італія                                   |
| «Парма» 1-й титул                        |